# Herb Nowej Zelandii

Herb Nowej Zelandii

Herb Nowej Zelandii w latach 1911-1956

Herb Nowej Zelandii został nadany 26 sierpnia 1911 roku przez króla Jerzego V, a obecna wersja pochodzi z nadania w 1956 przez królową Elżbietę II. 
Do 1911 Nowa Zelandia używała herbu Wielkiej Brytanii, lecz po przekształceniu w 1907 dotychczasowej kolonii w dominium postanowiono nadać mu własny herb. Herb składa się z czwórdzielnej tarczy herbowej - w pierwszej ćwiartce znajduje się konstelacja Krzyża Południa, widniejąca również na fladze, w drugiej złote runo będące symbolem hodowli zwierząt, w trzeciej snop zboża reprezentujący rolnictwo, a w czwartej dwa młoty reprezentujące kopalnie i przemysł. Ponadto na tarczy umieszczono pionowy pas z trzema statkami reprezentującymi gospodarkę morską oraz imigracyjne pochodzenie mieszkańców.
Tarczę herbową podtrzymują europejska kobieta z flagą Nowej Zelandii i maoryski wojownik, trzymający włócznię taiaha. Ponad tarczą znajduje się korona Św. Edwarda, symbolizująca monarchię brytyjską; pod tarczą znajdują się dwa liście srebrnej paproci, będącej jednym z nieoficjalnych symboli Nowej Zelandii.